# Constant Lambert
Constant Lambert (Londres, 23 de agosto de 1905 – Londres, 21 de agosto de 1951) foi um compositor e maestro britânico. Foi director do ballet Sadlers's Wells.

## Principais obras

### Ballets
- Romeu e Julieta (1925)
- Pomona (1927)
- Horoscope (1938)
- Tirésias (1950)

### Coral, vocal ecantata
- Eight poems of Li Po (1928)
- The Rio Grande (1929) (baseado num poema de Sir Sacheverell Sitwell)
- Summer's Last Will and Testament (1936)
- Dirge from Cymbeline (1947)

### Orquestra
- Piano Concerto (1924)
- The Bird Actors (abertura, 1924)
- Music for Orchestra (1927)
- Aubade Heroique (1941)

### Música de câmara
- Concerto para Piano e 9 Instrumentos (1931)

### Instrumental
- Sonata de Piano (1930)
- Elegy, para piano (1938)
- Trois pieces negres, pour les touches blanches, para dois pianistas (1949)

### Bandas sonoras
- Merchant Seamen (1940)
- Anna Karenina (1948)